# أميد أباد (قنبد قابوس)
أميد أباد (بالفارسية: امیدآباد) هي قرية تقع في غلستان في إيران. يقدر عدد سكانها بـ 740 نسمة .